# Combate no Vietnã (série de televisão)
Tour of Duty (Combate no Vietnã no Brasil) é uma série de televisão americana que foi ao ar entre 1987 e 1990, com base em eventos da Guerra do Vietnã. A série teve três temporadas, começando em setembro de 1987 e terminando em abril de 1990, com um total de 58 episódios. A série foi criada por Steve Duncan e L. Travis Clark e produzido por Zev Braun.
A série acompanha um pelotão de infantaria durante a Guerra do Vietnã. Foi a primeira série de televisão regularmente mostrando soldados Norte-americanos em combate no Vietnã e foi uma das várias séries de TV com o mesmo tema a ser produzido na sequência do filme Platoon, de Oliver Stone. A série ganhou um Emmy, em 1988, por sua mixagem de Som para uma Série de Drama, tendo sido indicada novamente em 1989 e 1990.

## Visão geral
Combate no Vietnã foi inovador na medida em que abordou, além da questão da Guerra do Vietnã, questões como política, fé, trabalho em equipe, o racismo, o suicídio, o terrorismo, mortes de civis, sexualidade, abuso de drogas, e as vidas destruídas e confusas dos soldados que retornavam para casa vivo. A história se centrou principalmente na companhia Bravo do segundo pelotão sob o comando do 2º Tenente (1º Tenente, desde o início da temporada 2) Myron Goldman (Stephen Caffrey) e Sargento-mor (mais tarde Sargento de Primeira Classe) Zeke Anderson (Terence Knox).
A primeira temporada foi filmado em locações no Havaí, no Quartel de Schofield. Para a segunda e terceira temporadas, a série foi filmada em torno de Los Angeles, Califórnia.
A primeira temporada começa em 1967, e segue um padrão operações de um pelotão de infantaria do exército. Na segunda temporada, as tropas encontraram-se transferidos para uma base perto de Saigon durante a realização missões tipo "procurar e destruir". Na terceira temporada o pelotão foi transferido para um SOG (Sigla para Grupo de Estudos e Observação) unidade sob o comando do Coronel Brewster (interpretado por Carl Weathers), a fim de realizar operações secretas no Vietnã e no Camboja, culminando na versão fictícia de uma incursão na Prisão de Son Tay.
Caracteres
| Personagem                      | Ator                | Posto/Graduação           | Temporada                       | Temporada                   | Temporada                       |
| Personagem                      | Ator                | Posto/Graduação           | 1                               | 2                           | 3                               |
| ------------------------------- | ------------------- | ------------------------- | ------------------------------- | --------------------------- | ------------------------------- |
| Clayton Ezekiel "Zeke" Anderson | Terence Knox        | Staff Sgt./Sgt. 1st Class | elenco principal                | elenco principal            | elenco principal                |
| Myron Goldman                   | Stephen Caffrey     | 2nd Lt./1st Lt.           | elenco principal                | elenco principal            | elenco principal                |
| Daniel "Danny" Percell          | Tony Becker         | PFC./Cpl./SP4.            | elenco principal                | elenco principal            | elenco principal                |
| Alberto Ruiz                    | Ramón Franco        | Pvt./PFC./SP4.            | elenco principal                | elenco principal            | elenco principal                |
| Marcus Taylor                   | Miguel A. Núñez Jr. | Pvt./PFC./SP4./Sgt.       | elenco principal                | elenco principal            | elenco principal                |
| Marvin Johnson                  | Stan Foster         | SP4./Sgt.                 | elenco principal                | elenco principal            | elenco principal (11 episódios) |
| Scott Baker                     | Eric Bruskotter     | Pvt./SP4.                 | elenco principal                | ator convidado (1 episódio) |                                 |
| Roger Horn                      | Joshua D. Maurer    | Pvt./PFC./SP4.            | elenco principal                |                             |                                 |
| Randy "Doc" Matsuda             | Steve Akahoshi      | SP4.                      | elenco principal (13 episódios) |                             |                                 |
| Rusty Wallace                   | Kevin Conroy        | Captain                   |                                 |                             |                                 |

elenco principal
| Nikki Raines                  | Pamela Gidley      | 2nd Lt.                                                               | atriz convidada       |                                |
| Dalby                         | Bruce Gray         | Lt. Col.                                                              | ator convidado        |                                |
| Johnny McKay                  | Dan Gauthier       | 1st Lt.                                                               | elenco principal      |                                |
| Alex Devlin                   | Kim Delaney        | Reporter                                                              | elenco principal      | elenco principal (2 episódios) |
| Dr. Jennifer Seymour          | Betsy Brantley     | Civilian Contracted Psychiatrist / then Major U.S. Army Medical Corps | atriz convidada       | atriz convidada                |
| Darling                       | Richard Brestoff   | Major                                                                 | estrelando            |                                |
| Marion Hannegan/ Putman       | Charles Hyman      | Master Sergeant (as Hannnegan), SFC (as Putnam)                       | ator convidado        | ator convidado                 |
| Francis "Doc Hock" Hockenbury | John Dye           | PFC./SP4.                                                             | elenco principal      |                                |
| Carl Brewster                 | Carl Weathers      | Colonel                                                               | participação especial |                                |
| Thomas "Pop" Scarlett         | Lee Majors         | Private                                                               | participação especial |                                |
| William Griner                | Kyle Chandler      | Pvt.                                                                  | ator convidado        |                                |
| Duke Fontaine                 | Patrick Kilpatrick | CIA Agent                                                             | ator convidado        |                                |
| Joseph "Skip" Beller          | Greg Germann       | 1st Lt.                                                               | ator convidado        |                                |
| Mike Duncan                   | Michael B. Christy | Major                                                                 | participação especial |                                |
| Sister Bernardette            | Maria Mayenzet     | Nun (Civilian)                                                        | participação especial |                                |
| Stringer                      | Alan Scarfe        | Colonel                                                               | participação especial |                                |
| Jack Elliot                   | Peter Vogt         | General                                                               | participação especial |                                |
| Edward Higgins                | Michael Fairman    | Major General                                                         | participação especial |                                |

## Transmissões internacionais
No Brasil, o show foi transmitido pelo SBT com o título "Combate no Vietnã".
No Chile e na Colômbia, o programa foi ao ar com o título "Misión del Deber".
Na Dinamarca, o show foi transmitido na década de 1990 como "Pelotão B".
Na França e na província Canadense de Québec, em língua francesa, a versão foi chamada de "L'Enfer du devoir  (O Inferno de dever).
Na Alemanha, o show foi transmitido por RTL com o título "NAM – Dienst no Vietnã" (NAM – Serviço no Vietnã).
Em Israel, o show foi ao ar em meados de 2000 na agora extinto versão local do canal a cabo AXN, sob o nome de "Sherut Kravi" (Serviço de Combate). Ele também foi anteriormente transmitido no METV canal.
Na Itália, o show foi transmitido por uma TV local de Rede Italia7 com o título "o Vietnã Addio" (Adeus Vietnã), na forma de uma série de TV. Ele também foi ao ar na rede nacional Italia1.
No Japão, o show com o título "Boa Sorte Saigon" foi ao ar através do Wowow.
Na Malásia, que foi ao ar pelo Sistem Televisyen Malaysia Berhad's canal TV3 como "NAM: Tour of Duty".
No México, que foi exibida pela Televisa's Canal 5 como "Misión del Deber" (Dever de Missão).
Na Holanda, ele foi transmitido por Veronica em rede nacional de televisão.
Na Nova Zelândia, o show foi transmitido por TVNZ.
Na Noruega, o show foi transmitido com o título "Pliktløpet" (Run of duty) pela TV Norge na década de 1990.
Nas Filipinas, era semanal, transmitido em inglês nas noites de segunda-feira às 9:00 pm.
Na Polónia, o show nunca foi ao ar, mas houve um lançamento em VHS com o título "Rok w Piekle" (Ano no Inferno).
Na África do Sul, o show foi exibido com o título "o Envio do Vietnã" (Missão Vietnã) em Africâner pela SABC.
Na Espanha, o programa foi ao ar como "Camino del Infierno" (Estrada do Inferno) na Telecinco, no final da noite de quarta-feira e, mais tarde, C+ Tour of Duty , às 12h00 M.

## Música
O tema de abertura era uma versão abreviada de "Paint It, Black" dos Rolling Stones. O fechamento consistia de um instrumental com um violão; era realizada por Joseph Conlan, e nunca foi liberada para o consumo do público diferente na série.